# Paradrina personata
Paradrina personata là một loài bướm đêm trong họ Noctuidae.